# Wilderness (película)
Wilderness es una película británico-irlandesa de terror del 2006 dirigida por Michael J. Bassett y escrita por Dario Poloni. Se estrenó la película el 19 de marzo de 2006. 

## Trama
Tras el suicidio de uno de los presos en una institución británica para jóvenes delincuentes, envían a un grupo de adolescentes infractores, junto con un funcionario de prisiones a una isla remota, anteriormente utilizada como área de entrenamiento del ejército británico, pero ahora sirve como un entrenamiento prisión área. Pronto descubren que no están solos en la isla, ya que algunos miembros del grupo encuentran un camping con dos jóvenes delincuentes femeninas y su funcionaria de prisiones. La historia se desarrolla en un círculo de traición y venganza. Extraños asesinatos comiezan a ocurrir y los chicos finalmente deducen que los está cometiendo el padre del chico que se suicidó, un soldado de las fuerzas especiales que usa trampas, armas y unos perros agresivos para dar caza a sus presas. Uno por uno, los adolescentes y sus supervisores acaban cayendo, ya sea por el asesino, sus perros, u otro motivo.

## Reparto
- Toby Kebbell como Callum.
- Stephen Wight como Steve.
- Sean Pertwee como Jed.
- Alex Reid como Louise.
- Luke Neal como Lewis.
- Ben McKay como Lindsay.
- Lenora Crichlow como Mandy.
- Karly Greene como Jo.
- Adam Deacon como Blue.
- Richie Campbell como Jethro.
- Stephen Don como el Padre de Davie.
- John Travers como Davie.
- George Shane como el Gobernador.

## Producción
La película fue producida y distribuida por un consorcio de los independientes, y dirigida por Michael J. Bassett, cuyos créditos anteriores incluyen la del 2002 "Deathwatch". La historia fue filmada en locaciones de Escocia, Irlanda del Norte y la República de Irlanda.

## Lanzamiento
Wilderness se estrenó en el Festival Internacional de Cine Fantástico de Bruselas el 19 de marzo de 2006, y en el Reino Unido, el 1 de abril del mismo año en el Festival de Cine de Belfast.

## Recepción
Rotten Tomatoes, una revisión agregadora, informa que la película recibió críticas positivas en un 29% de los siete colaboradores; la calificación promedio fue de 4.4/10. John Condit de DreadCentral le dio 3 estrellas sobre 5 y declaró que sería polarizar los espectadores en dos bandos: gorehounds y los snobs del género. En una crítica agridulce, Phillip French de The Guardian comparó con Dog Soldiers y describió su sentido de la justicia como «arbitrario». Geoffrey Macnab, también de The Guardian, la calificó 3/5 y afirmó que se trata de una película de serie B entretenida. Leslie Felperin de Variety dijo que la película es una «porquería», pero el público adolescente al que va dirigida la disfrutará. Nigel Floyd de Time Out London la calificó 4/5 y la describió como «tensa y visceral». Jamie Rusell of the BBC clasificó la película 2/5 y afirma que tiene «un montaje atroz y una dirección desdichada». Jeremy Knox de Film Threat la calificó 3.5 / 5 y la llamó familiar pero «un poquito por encima de la media».
- Datos: Q575949